# Zire jezik
Zire jezik (ISO 639-3: sih; nerë, siche, sirhe, sîshëë, zira), gotovo izumrli austronezijski jezik uže novokaledonske skupine kojim je 1996. godine govorilo svega 4 osobe (možda kao 2. jezik) u novokledonskoj komuni Bourail (South Province).
Zajedno s jezikom tiri čini jezičnu podskupinu zire-tiri

## Vanjske poveznice
- Ethnologue (15th)